# Regió de Bolama
Bolama és una regió administrativa de Guinea Bissau, formada essencialment per l'arxipèlag dels Bijagós, davant la costa meridional del país, i una petita faixa litoral continental centrada en la ciutat costanera de São João. Té una superfície de 2.624 km² i una població estimada de 34.563 habitants el 2007. La capital és Bolama, a l'illa del mateix nom.

## Subdivisions

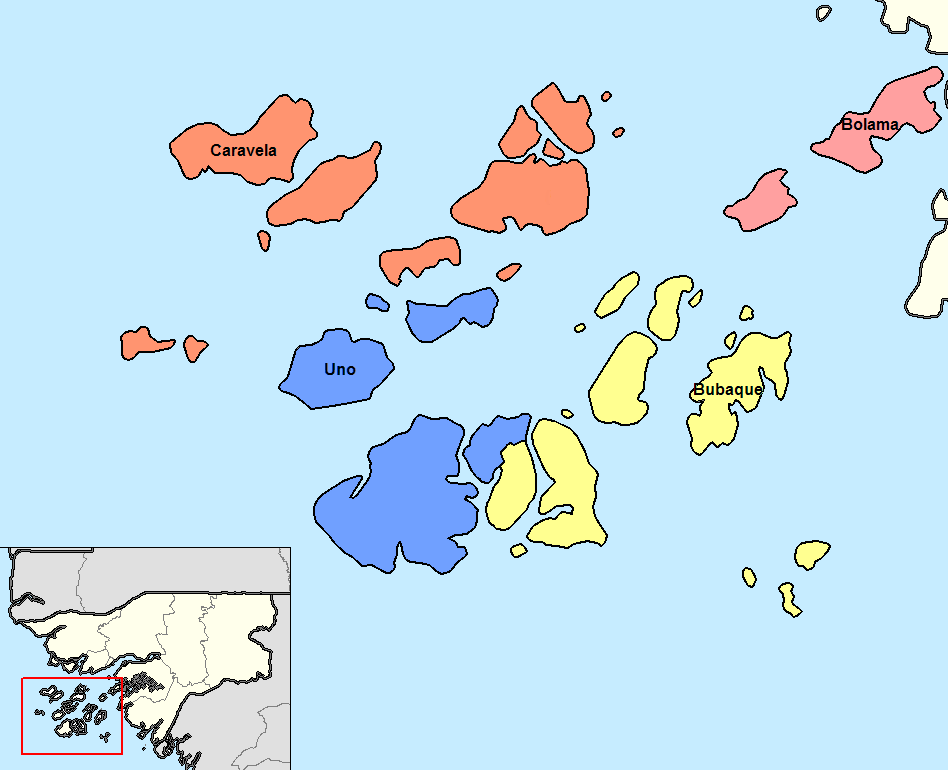
Sectors de la regió de Bolama

Bolama es divideix en 3 sectors administratius:
- Bolama, que comprèn les illes de Bolama i Galinhas i algunes illes adjacents al nord-est de la regió, juntament amb la faixa litoral.
- Bubaque, que comprèn diverses illes, entre les quals Bubaque, Orangozinho, Meneque, Orango, Soga, Rubane, Roxa i João Viera, totes al sud de l'arxipèlag dels Bijagós.
- Caravela, que comprèn també diverses illes, entre les quals Caravela, Carache, Uno, Unhacomo, Uracane, Enu, Formosa, Ponta i Maio, totes al nord-oest de l'arxipèlag.